# 1751
1751 (MDCCLI) je bilo navadno leto, ki se je po gregorijanskem koledarju začelo na petek, po 11 dni počasnejšem julijanskem koledarju pa na torek.

## Rojstva
- 14. november - Capel Lofft, angleški pisatelj († 1824)
- 16. december - Leopold II. Maksimilijan Anhalt-Dessauški, princ in pruski general (* 1700)

## Smrti
- 25. marec - Friderik I., švedski kralj (* 1676)
- 11. november - Julien Offray de La Mettrie, francoski zdravnik in filozof (* 1709)